# Dąbrówno (Ermland-Mazurië)
Dąbrówno (Duits: Gilgenburg) is een dorp in het Poolse woiwodschap Ermland-Mazurië, in het district Ostródzki. De plaats maakt deel uit van de gemeente Dąbrówno en telt 1400 inwoners.